# Gare de Brondesbury Park
La gare de Brondesbury Park (en anglais : Brondesbury Park railway station), est une gare ferroviaire de la North London Line (en), en zone 2 Travelcard. Elle  est située sur la Brondesbury Park Road à Brondesbury Park, dans le borough londonien de Brent, sur le territoire du Grand Londres.
C'est une gare Network Rail desservie par des trains London Overground.

## Situation ferroviaire
La gare de Brondesbury Park est établie sur la North London Line (en) entre les gares de Kensal Rise, en direction de Richmond, et Brondesbury, en direction de Stratford. Elle dispose de deux quais latéraux, numérotés 1 et 2, qui encadrent les deux voies de la ligne.

Plans de la ligne et des transports à Londres
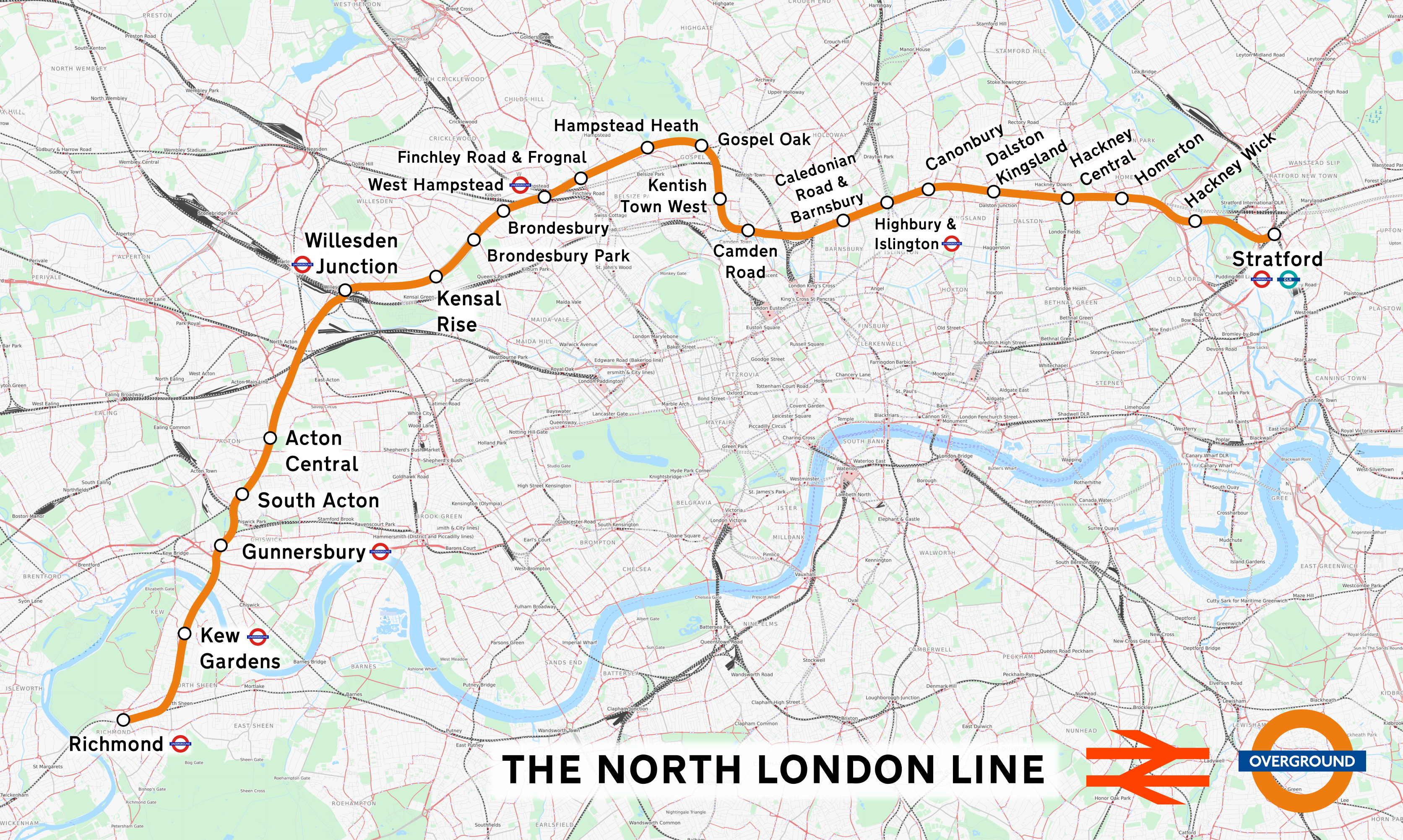
North London line.
2014

## Histoire
La gare de Bondesbury Park est mise en service le 1er juin 1908. par le London and North Western Railway devenu propriétaire de la ligne en 1867.

## Service des voyageurs

### Accueil
La gare dispose d'un accès principal situé sur la Brondesbury Park Road, à côté du pont de chemin de fer.

### Desserte
Brondesbury Park est desservie par des trains London Overground circulant sur les relations Richmond, ou Clapham Junction, et Stratford.

Installations et desserte
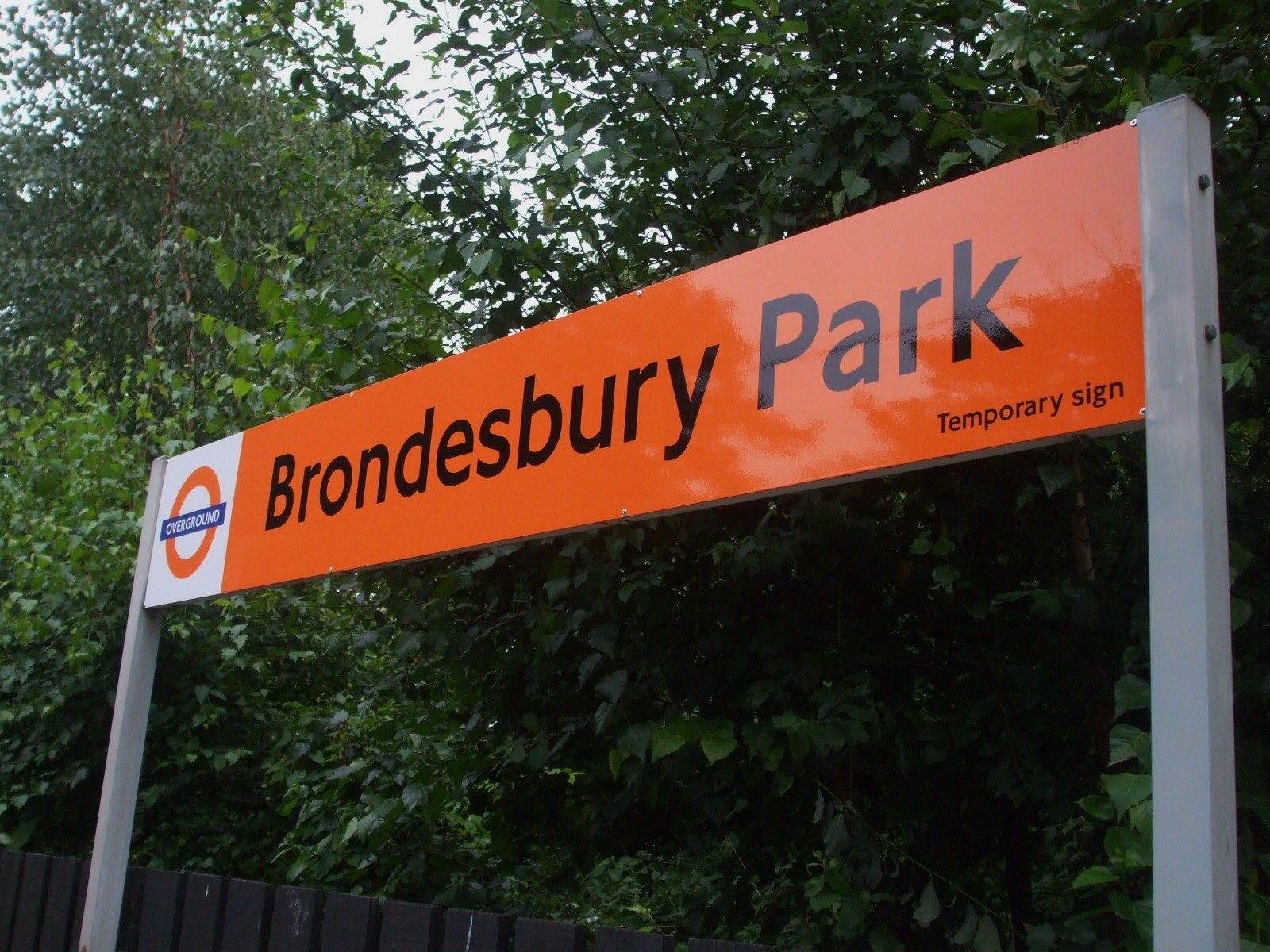
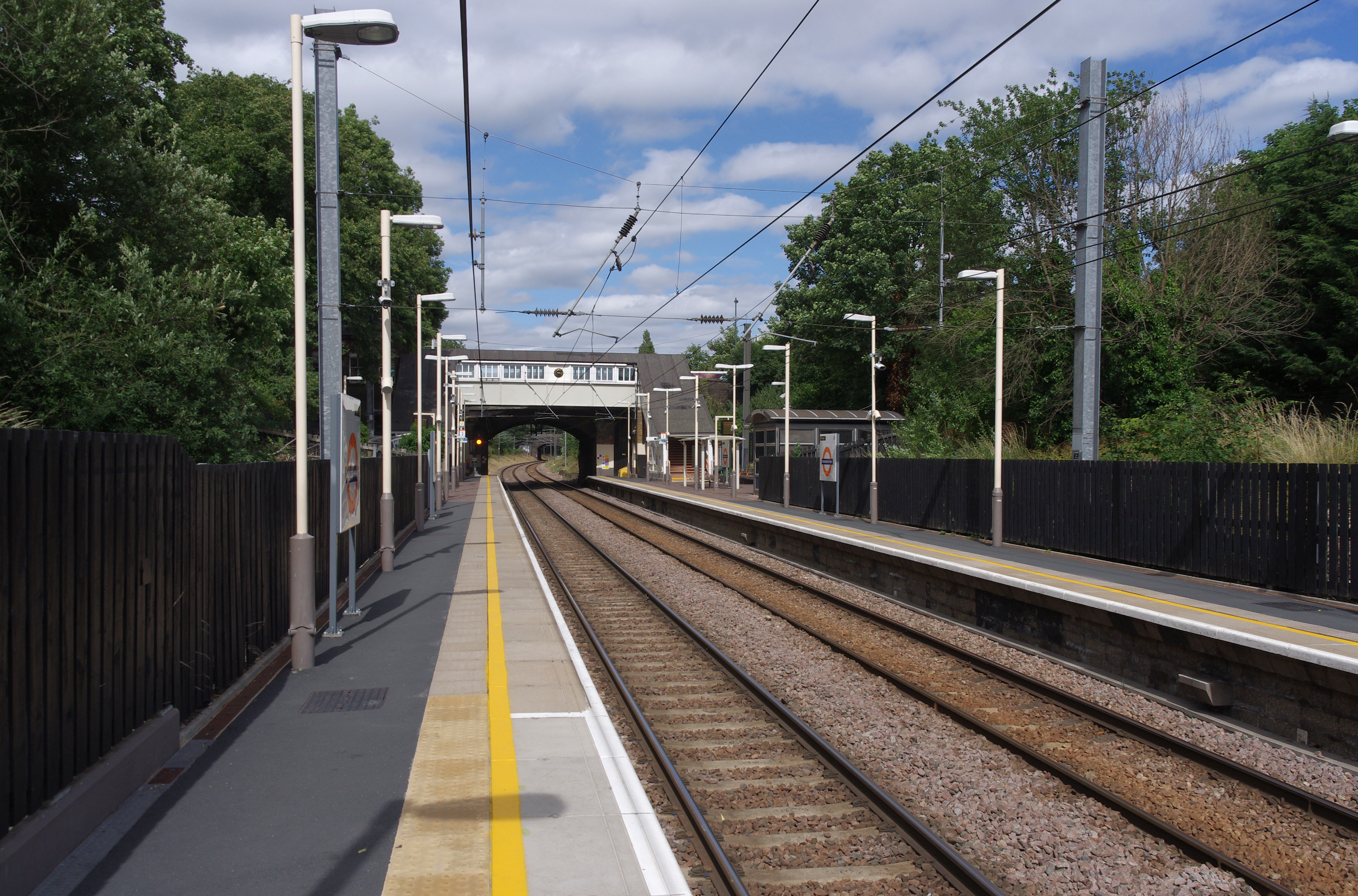
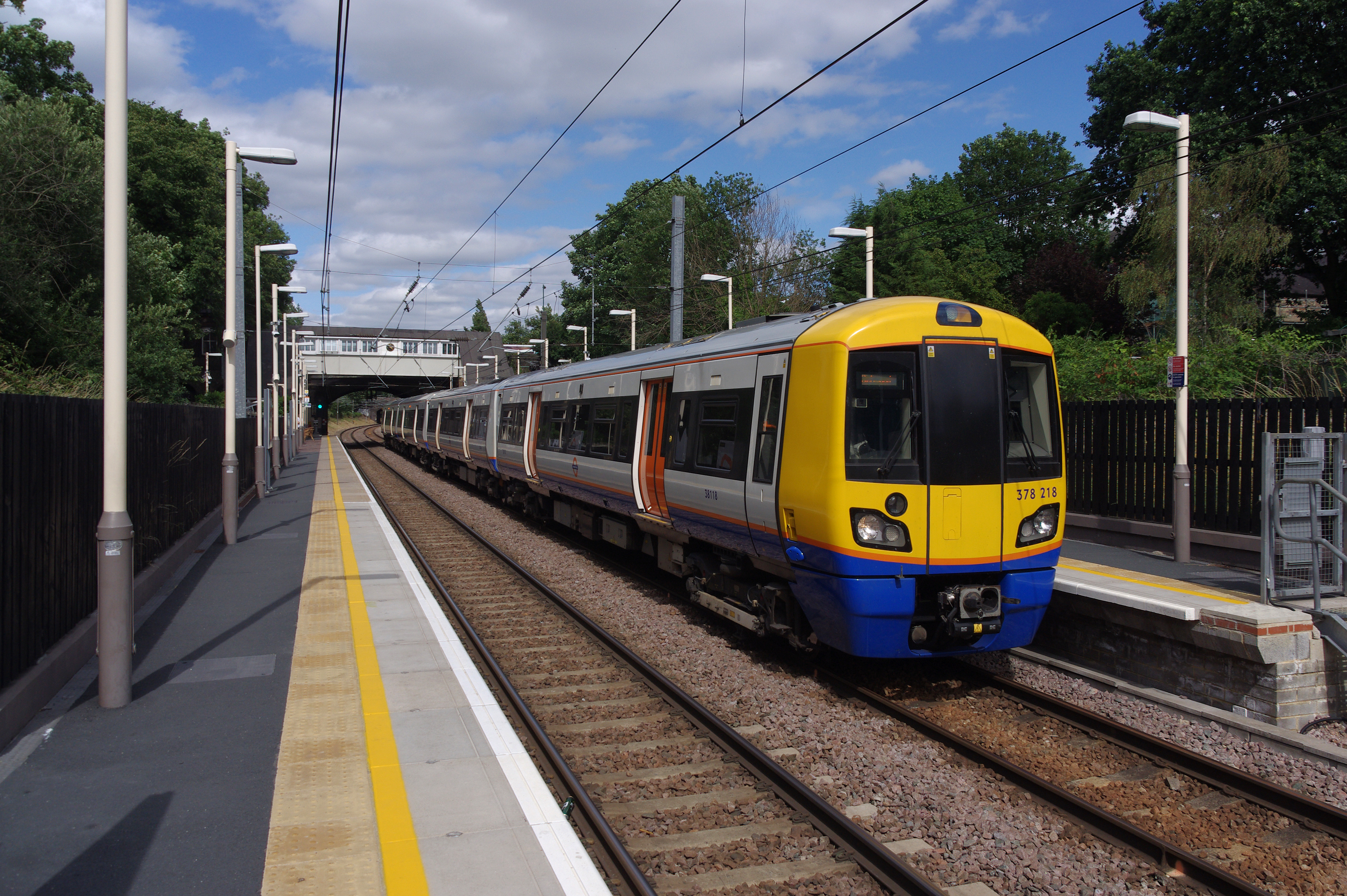

### Intermodalité
La gare n'est pas desservie par des lignes des autobus de Londres.